# República Txetxena d'Itxkèria
La República Txetxena d'Itxkèria (en txetxè: Нохчийн Республика Ичкери, transcrit: Nokhtxíin Respúblika Itxkeri, versions escurçades: Нохчийн Республика, Nokhtxíin Respúblika - República Txetxena, i Нохчийчоь, transcrit Nokhtxiitxó - Txetxènia) és el nom del govern rebel txetxè, contraposat a la república autònoma de Txetxènia, subjecte federal de Rússia. Fou declarada l'any 1991, i no ha obtingut mai cap reconeixement tot i controlar de facto parts importants del país en diferents moments, especialment durant el govern de Djokhar Dudàiev. Tan sols va rebre el suport del president georgià Zviad Gamsakhurdia, i dels talibans quan aquests governaven l'Afganistan. Dudàiev fou qui elegí el nom d'Itxkèria per a la nova república, pres d'una regió muntanyosa feu del teips (clans) més independentistes. Durant les hostilitats amb Rússia, la representació oficial del govern a l'exili va estar a Londres.
Marcada per les guerres txetxenes, orgànicament Itxkèria va estar relacionada amb organitzacions rebels del nord del Caucas: els jamaats (assemblees) i l'Exèrcit d'Alliberament del Daguestan, i impulsà el Congrés dels Pobles de Daguestan i Itxkèria, liderat pel txetxè Xamil Bassàiev i Movladi Udugov. Tot i compartir l'objectiu d'aconseguir una Txetxènia independent, els sectors més moderats d'Itxkèria van tenir conflictes amb organitzacions de caràcter fonamentalista com el Regiment Islàmic per a Propòsits Especials o la Brigada Islàmica Internacional de Manteniment de la Pau. Es considera que la fi de la República fou el 2007, quan Dokà Umàrov la va integrar en l'anomenat Emirat del Caucas, una organització que deia aglutinar els moviments independentistes i islàmics del nord del Caucas, de la que Umàrov se'n declarà Emir. El gir islamista d'Itxkèria va ser refusat per algunes faccions de l'exili.